# Inventions and Dimensions
Albums de Herbie Hancock
My Point of View
(1963) Empyrean Isles
(1964)
Inventions and Dimensions est le troisième album solo du pianiste et compositeur de jazz américain Herbie Hancock.

## Historique
Pour son troisième album Herbie Hancock s'adjoint un percussionniste pour un jazz expérimental, afro-cubain et plus avant-gardiste. Paul Chambers à la basse était l'ex-contrebassiste de Miles Davis qui quittait la formation au moment de l'arrivée de Hancock dans le quintet.

## Titres
Toute la musique est composée par Herbie Hancock.
| No | Titre                        | Durée |
| -- | ---------------------------- | ----- |
| 1. | Succotash                    | 7:40  |
| 2. | Triangle                     | 11:01 |
| 3. | Jack Rabbit                  | 5:57  |
| 4. | Mimosa                       | 8:38  |
| 5. | A Jump Ahead                 | 6:33  |
| 6. | Mimosa (version alternative) | 10:06 |

## Musiciens
- Herbie Hancock – piano
- Paul Chambers – basse
- Willie Bobo – batterie et timbales
- Osvaldo "Chihuahua" Martinez – percussions sauf le titre 5

## Citation
« On s'attend à ce qu'il y ait des accords sur lesquels baser ses improvisations et on s'attend la plupart du temps à jouer en 4/4 et à ce que la basse exécute automatiquement des walking lines. Pour cet enregistrement j'ai dit aux musiciens de n'avoir aucune idée préconçue. J'ai simplement indiqué quelques règles pour chaque morceau, et chaque fois ces règles étaient différentes. En fait Paul Chambers a exécuté des walkin lines ou des rythmes récurrents, mais c'était parce qu'il avait envie de jouer ainsi. Ce n'est pas moi qui l'ai suggéré et il aurait pu faire ce qu'il voulait. De plus il n'y a eu d'accords spécifiques sur aucun des morceaux sauf sur Mimosa. En outre, aucun de ces morceaux ne comportait de mélodie. »

— Herbie Hancock, Note de la pochette CD